# 竹葉堂
竹葉堂（ちくようどう、生没年不詳）とは、江戸時代の浮世絵師。

## 来歴
師系・経歴不明。竹葉堂と号し文久2年（1862年）に歌川派風の役者絵を残している。

## 作品
- 「法四季紙家橘拙」　大判錦絵　都立図書館所蔵　※文久2年
- 「当世三幅対」　大判錦絵3枚続　国立国会図書館所蔵　※文久2年